# Río Pontonilla
El río Pontonilla, arroyo de Pontonilla o arroyo de San Ciprián es un curso fluvial perteneciente a la cuenca hidrográfica del Saja-Besaya, que discurre completamente dentro del municipio de Cabezón de la Sal, en la comunidad autónoma de Cantabria (España). Tiene una longitud de 7,453 kilómetros y una pendiente media de 2,3º. Desemboca en el río Saja a la altura de Ontoria.
Se trata de un pequeño río formado por la confluencia de varios arroyos de similar importancia: el arroyo de Pontonilla, que nace en el alto la Cerrá, y el arroyo de San Ciprián, cuyo nacimiento se encuentra en la cara norte de la sierra del Escudo de Cabuérniga, recogiendo las aguas procedentes de Canto Redondo.
A estos cursos hay que sumar sus afluentes. Por parte del arroyo de San Ciprián están el barranco de Santiesteban, que se une en la localidad de Santibáñez, y el río Sajón o caz de los Molinos, un afluente del río Saja que se une en Carrejo. El único tributario destacable del arroyo de Pontonilla es el de Las Navas, con el que confluye en el casco urbano de Cabezón de la Sal.